# 木久蔵伝
「木久蔵伝」（きくぞうでん）は、初代林家きくお（現・二代目林家木久蔵）による新作落語の名称。

## 概要
別名『林家木久蔵伝』。林家木久蔵が織り成す日常風景の姿を切り取り、弟子であり、息子でもある林家きくおが経験した失敗談や体験談を交えつつ脚色を加えて編み出した滑稽噺。
本作に登場する「木久蔵」とは、演者である二代目林家木久蔵のことではなく、その師匠であり父でもある、初代林家木久蔵（現・林家木久扇）のことである。